# Suso Cecchi D'Amico
Suso Cecchi D'Amico (Roma, 21 de julho de 1914 — Roma, 31 de julho de 2010) foi uma roteirista e atriz italiana.